# Jaroslav Šebek
Jaroslav Šebek (* 18. března 1970 Benešov) je český historik, pracovník Historického ústavu AV ČR Praha, zaměřující se na dějiny českých zemí 20. století, zejména dějiny politických stran, česko-německé vztahy a církevní dějiny. Od března 2022 člen Rady Českého rozhlasu, od června 2025 její místopředseda.

## Biografie
V roce 1993 absolvoval magisterské studium historie na Filozofické fakultě Univerzity Karlovy v Praze. Jeho diplomová práce byla na téma Československý rok 1929. V roce 1999 získal na této škole i doktorský titul s dizertační prací Sudetoněmecký politický katolicismus na křižovatce. Roku 2009 se habilitoval v oboru historie – české dějiny na Filozofické fakultě Masarykovy univerzity v Brně, kde předložil habilitační práci na téma Mezi křížem a národem. 
V červnu 1995 nastoupil do Historického ústavu AV ČR Praha, kde pak trvale působil a působí v oddělení československých dějin 20. století. Roku 2009 se habilitoval na Filozofické fakultě Masarykovy univerzity v Brně, kde také vyučuje. Je autorem řady odborných studií. Roku 2006 publikoval knihu Mezi křížem a národem, pojednávající o sudetoněmeckém katolicismu. Roku 2006 mu byla udělena prémie Otto Wichterleho pro mladé vědecké pracovníky. V roce 2012 pak získal Cenu předsedy Akademie věd ČR za propagaci a popularizaci výzkumu, experimentálního vývoje a inovací.
Spolupracuje s Křesťanskou a demokratickou unií – Československou stranou lidovou. Vystupoval mj. na ideové konferenci strany v roce 2012.
V březnu 2022 byl zvolen členem Rady Českého rozhlasu, do této funkce jej navrhla Akademie věd ČR. Získal 156 hlasů od 182 hlasujících. 5. října 2022 z rukou Evy Zažímalové, předsedkyně Akademie věd ČR, převzal titul doktora věd. V červnu 2025 byl jednohlasně zvolen místopředsedou Rady Českého rozhlasu.

## Dílo
- Za Boha, národ, pořádek, Academia 2016, 463 s.
- Od konfliktu ke smíření: Česko-německé vztahy ve 20. století očima katolické církve. Kostelní Vydří, Karmelitánské nakladatelství 2013, 176 s.
- ŠEBEK, Jaroslav, PEHR, Michal, Československo a Svatý stolec: Od nepřátelství ke spolupráci (1918-1928) I. Úvodní studie. Praha. Masarykův ústav a Archiv AV ČR, v.v.i. 2013, 230 s.
- KUKLÍK, Jan, NĚMEČEK Jan, ŠEBEK, Jaroslav, Dlouhé stíny Mnichova. Mnichovská dohoda očima signatářů a její dopady na Československo. Praha 2011, 392 stran;
- Sudetendeutscher Katholizismus auf dem Kreuzweg. Politische Aktivitäten der sudetendeutschen Katholiken in der Ersten Tschechoslowakischen Republik in den 30er Jahren. Berlin – Münster, Lit Verlag 2010, 268 s.
- PAULAS, Jan, ŠEBEK, Jaroslav (ed.), Katolické noviny 1949-1989. Praha, Katolický týdeník 2009, 248 s.
- Mezi křížem a národem. Politické prostředí sudetoněmeckého katolicismu v meziválečném Československu. Brno, Centrum pro studium demokracie a kultury (CDK) 2006, 336 s.